# Jason Piers Wilson Hall
Jason Piers Wilson Hall is een Amerikaans entomoloog, verbonden aan het Department of Entomology, National Museum of Natural History, Smithsonian Institution, Washington, DC, USA.
Zijn specialiteit zijn de neo-tropische vlinders.
Hij heeft verschillende onderscheidingen ontvangen, waaronder de Royal Entomological Society Award.
Samen met Keith R. Willmott heeft hij vele publicaties geproduceerd, veelal in het blad Tropical Lepidoptera. In totaal zijn het er ongeveer 70.

## Opleidingen
- Van 1990-1993: B.A., M.A. Honours, Department of Zoology, St. Johns College, Oxford University, Oxford, UK.
- Van 1994-1999: Ph.D., Department of Entomology and Nematology, University of Florida, Gainesville, USA.

- Nationale Bibliotheek van Tsjechië: jcu2014811366
- Nederlandse Thesaurus van Auteursnamen: 269447636
- Semantic Scholar: 1932185021
- Virtual International Authority File: 94149106224768491865